# Вселенная Warhammer 40,000
Вселенная Warhammer 40,000 — вымышленный мир, в котором происходит действие настольной игры Warhammer 40,000 британской компании Games Workshop и других основанных на этой игре произведений — книг, компьютерных игр, анимационных фильмов и тому подобного. Вселенная, первоначально разработанная дизайнером Риком Пристли, тесно связана со вселенной Warhammer Fantasy и черпает из неё многие элементы. Пристли и другие работавшие над вселенной авторы вдохновлялись различными произведениями, в том числе серией «Дюна» Фрэнка Герберта, книгами Майкла Муркока и другими. Действие Warhammer 40,000 происходит в далёком будущем, в 42 тысячелетии нашей эры; различные силы и цивилизации ведут космические войны по всей галактике. Вселенная Warhammer 40,000 сочетает в себе элементы, характерные и для научной фантастики, и для фэнтези. Это намеренно мрачная и жестокая вселенная, где постоянно идёт война и повсеместно присутствуют темы религии и столкновения с потусторонним.

## Империум
Империум представляет собой псевдосредневековую человеческую империю, которая правит большей частью Галактики. В состав Империума входят миллионы планет и квадриллионы подданных-людей. Много тысяч лет назад, ещё до создания Империума, человечество колонизировало Галактику, но эта предыдущая человеческая цивилизация распалась на множество отдельных систем. Император, бессмертный создатель и правитель Империума — ключевой персонаж Warhammer 40,000. В прошлом он возглавил Великий Крестовый поход и объединил осколки человеческой цивилизации в Империум. В этом ему помогали искусственно созданные «сыновья» — сверхлюди-«примархи». Эти примархи после рождения были разбросаны Богами Хаоса по Галактике и выросли на разных планетах, но Императору удалось отыскать их и вернуть под свои знамёна. Каждый примарх возглавляли свой легион «Адептус Астартес», или Космического Десанта — генетически модифицированных воинов.
Один из примархов Хорус, соблазнённый Богами Хаоса, поднял против отца мятеж — Ересь Хоруса. В этой гражданской войне, охватившей галактику, погибли десятки миллиардов людей. C тех пор, как Император получил смертельные раны в Ереси Хоруса, он прикован к Золотому трону; его тело разлагается, и жизнь в нём поддерживает вера подданных, древняя технология, постоянные человеческие жертвоприношения и собственная сила воли. Он почти утратил способность общаться с подданными. Граждане Империума поклоняются Императору как божеству. Из двадцати сыновей-примархов двое были изгнаны, а девять обратились на сторону Хаоса. Сохранившие верность Императору примархи либо погибли, либо пропали. Однако позже один из примархов, Робаут Жиллиман, был возвращён к жизни. Он взял власть в Империуме в свои руки и возглавляет новый «Неодолимый крестовый поход». Чуть позже к жизни вернулся и другой примарх, Лев Эль'Джонсон.
Столицей Империума остаётся «Святая Терра», то есть Земля; его официальный язык — «высокий готик» — представляет собой смесь английского языка и латыни. В Империум входят миллионы населённых людьми планет разных типов — перенаселённые «миры-ульи», производственные «миры-кузницы», религиозные храмовые миры и тому подобное. Империум на протяжении тысяч последних лет ведёт непрерывную войну с демонами и ксеносами (то есть инопланетянами). Основу военной мощи Империума составляют Имперская Гвардия (Астра Милитарум) и флот. Каждый год Гвардия теряет в боях миллиарды солдат и набирают вместо них миллиарды новобранцев с самых разных планет. Самые кровопролитные сражения разворачиваются на поверхности планет и ведутся в духе Второй мировой войны, с применением танков, минных полей и ковровых бомбардировок. Космический Десант по-прежнему остаётся важной ударной силой, но старые легионы были разбиты на небольшие, независимые друг от друга ордена по тысяче бойцов в каждом. Каждый орден владеет собственной планетой, откуда черпает пополнения. Среди этих орденов есть особо знаменитые, как Ультрамарины, Космические Волки или Тёмные Ангелы. Отдельной силой является Инквизиция — организация, которая выискивает в Империуме скрытых еретиков, ксеносов и демонов Варпа и уничтожает их. Свои вооруженные силы есть и у Экклезиархии — церкви Бога-Императора: особенно выделяются женские ордена «Адептус Сороритас» – «Сёстры Битвы», фанатичные монахини-воительницы. Планета Марс, соседняя со Святой Террой, представляет собой центр деятельности техножрецов Адептус Механикус — особой религии, поклоняющейся Богу-Машине, или Омниссии. Техножрецы заменяли даже свои тела всё более сложными машинами. Технологии Марса важны для Империума, и техножрецам было позволено сохранить свою религию — они провозгласили Императора воплощением Омниссии.

## Варп и Хаос
Варп, или Искажение, также называемый Имматериум, представляет собой параллельный мир, делающий возможным сверхсветовые космические перелёты. Благодаря путешествиям через Варп человечество смогло преодолеть тысячи световых лет между звёздными системами и расселиться по всей Галактике. Но в то же самое время Варп — это квинтэссенция эмоций и мыслей смертных. Когда-то он был чист, это разумные существа привнесли в Варп хаос и всё сверхъестественное. В нём обитают Боги Хаоса — психические сущности, воплощённые из худших желаний всех разумных рас. Это обитель зла и аналог ада, логово демонов. Четыре Бога Хаоса — это кровавый бог Кхорн, повелитель битв и воинов; Тзинч, покровитель колдовства и мутаций; чумной бог Нургл и гермафродит Слаанеш, повелитель извращенных удовольствий. Одни последователи Хаоса выбирают для поклонения одного из этих богов, другие почитают Хаос Неделимый, видя всю четвёрку Богов Хаоса единым пантеоном. Обратившиеся на сторону Хаоса люди дают волю своим запретным желаниям; они часто мутируют, превращаясь в чудовищных монстров. Некоторые примархи, вставшие на сторону Хаоса, как Ангрон, Мортарион или Фулгрим, обратились в особо могущественных демонов — демон-принцев. На стороне Хаоса сражаются и другие могущественные демонические полубоги и генералы, как Абаддон Разоритель или Вашторр Аркифейн. На протяжении долгого времени последователи Хаоса устраивали на Империум набеги — «Чёрные крестовые походы» — из Ока Ужаса, находящегося в Галактике к «северу» от Терры. В ходе Тринадцатого Чёрного крестового похода, который возглавил преемник Хоруса Абаддон Разоритель, планета Кадия, сдерживавшая наступление Хаоса, была уничтожена, и всю Галактику пополам рассёк Великий Разлом — «Цикатрикс Маледиктум», откуда изливаются варп и демоны. Дальняя половина Галактики, отрезанная от Терры Великим Разломом, известна как «Тёмный Империум».
- Космические десантники Хаоса (англ. Chaos Space Marines) — космодесантники-предатели, отвергнувшие Императора во времена Ереси Хоруса.
- Проклятые и отвергнутые (англ. Lost and the Damned) — люди, поклоняющиеся богам Хаоса.
- Демоны Хаоса (англ. Chaos Demons) — демоны, населяющие варп.

### Легионы Космодесанта Хаоса
- Дети Императора (Примарх — Фулгрим)
- Железные Воины (Примарх — Пертурабо)
- Повелители Ночи (Примарх — Конрад Кёрз)
- Пожиратели Миров (Примарх — Ангрон)
- Гвардия Смерти (Примарх — Мортарион)
- Тысяча Сынов (Примарх — Магнус Красный)
- Чёрный Легион (ранее - Сыны Хоруса) (Примарх — Хорус)
- Несущие Слово (Примарх — Лоргар Аврелиан)
- Альфа-Легион (Примарх — Альфарий/Омегон)

## Эльдар
Эльдар (англ. Eldar) — древняя эльфоподобная раса. Создана Древними и некогда правила галактикой. В некоторый момент в прошлом раса Эльдар пережила ужасную катастрофу, называемую ими Падение. Высокая психическая активность Эльдар как вида, а также их постоянно нарастающая жестокость и тяга к запретным и зачастую аморальным удовольствиям, породила новую сущность, известную как Слаанеш, одну из четырёх богов Хаоса. По одной из эльдарских легенд, Слаанеш также поглотила их богов, забрав себе их силу. После рождения богини Слаанеш в рядах Эльдар произошёл раскол, в результате которого появилось три субрасы: эльдары искусственных миров (англ. Craftworld Eldar), тёмные эльдары (англ. Dark Eldar) и ушедшие (англ. Exodite). Первые создали свои миры-корабли и улетели; вторые, более других ответственные за раскол, поселились на пересечении путей в Паутине и стали носить имя Тёмных эльдаров; третьи же основали колонии на планетах дальней окраины галактики. Обычно войска эльдар имеют преимущество в скорости, маневренности и технологии, но сильно уязвимы и имеют недостаток в численности и тяжелой огневой мощи.
Тёмные эльдары (англ. Dark Eldar) — субраса эльдар, отчасти сходная с фэнтезийными тёмными эльфами. Вынужденно взаимодействуют с богом Слаанеш, пытая и мучая других гуманоидов для продления собственной жизни. Как и фэнтезийные тёмные эльфы, тёмные эльдары склонны к садомазохизму, кроме того, их общество поделено на Кабаллы — так же, как и общество Дроу Забытых Королевств на Великие Дома. Являются играбельной расой в стратегии Warhammer 40 000: Dawn of War — Soulstorm. Логово тёмных эльдаров — Комморраг или Тёмный город — царство, основанное во времена вершины развития расы Эльдар. Город скрыт в глубине межпространственного лабиринта, известного как Паутина. Противоречащая законам физики, она лишает рассудка тех, кто окажется здесь. Помимо тёмных эльдаров тут обитают многие разнообразные виды чужаков-наёмников, охотников за головами и предателей, претендующих на богатство. Силовые органы Комморрага не дают городу полностью погрузиться в пучину братоубийства, сохраняя относительный порядок. Большую часть времени тёмные эльдары применяют тактику ударил-убежал. Их боевая техника, транспорт и воины обладают более лёгкой бронёй, что увеличивает их скорость. В то же время они широко используют осколочное оружие; сражение направлено на захват пленных, а не на уничтожение врага.
Иннари (англ. Innari) — одна из субрас эльдар, верящая в Иннеада, эльдарского бога смерти. Он зарождается по мере гибели каждого эльдара. Иннари верят в то, что как только умрет последний из эльдаров, воспрянет Иннеад, Шепчущий бог, и победит Слаанеш в их поединке. Вместе с этим они считают, что для победы над Той-Что-Жаждет необязательно умирать всей расе, всему народу эльдаров достаточно встать под предводительство Иврайны, посланницы самого Иннеада (раньше она была гладиатором в Коммораге). Помимо Иврайны иннари ведут в бой также Визарх, чемпион Иврайны, Меч Иннеада. Прежняя жизнь этого мастера битвы неизвестна, он пожертвовал ею ради служения посланницы Шепчущего Бога. И Инкарна, аватар Иннеада, рожденная из прогнившей психокости искусственного мира Биель-Тан. Она возникает на поле боя в виде шепчущих духов, и питается каждой жизнью, что легла под её взором. Армия иннари состоит из разных типов войск, после смерти Биель-Тан Бог Смерти приобрел огромное количество последователей. Аспектные воины бьются бок о бок с комморрагскими ведьмами, арлекинами и корсарами. Все воины иннари носят на броне символ перерождения. Ядро армии иннари составляет группа грозных убийц, состоящая из самых преданных Иврайне воинов. Они сражались с ней еще тогда, когда она была гладиатором. В основном иннари используют тактику «ударил-убежал», вместе с пси-силами. Это воинство — новая сила в галактике 41-го тысячелетия, которая с каждым днем становится все мощнее и мощнее. Она подарила расе эльдаров надежду на спасение.

## Орки

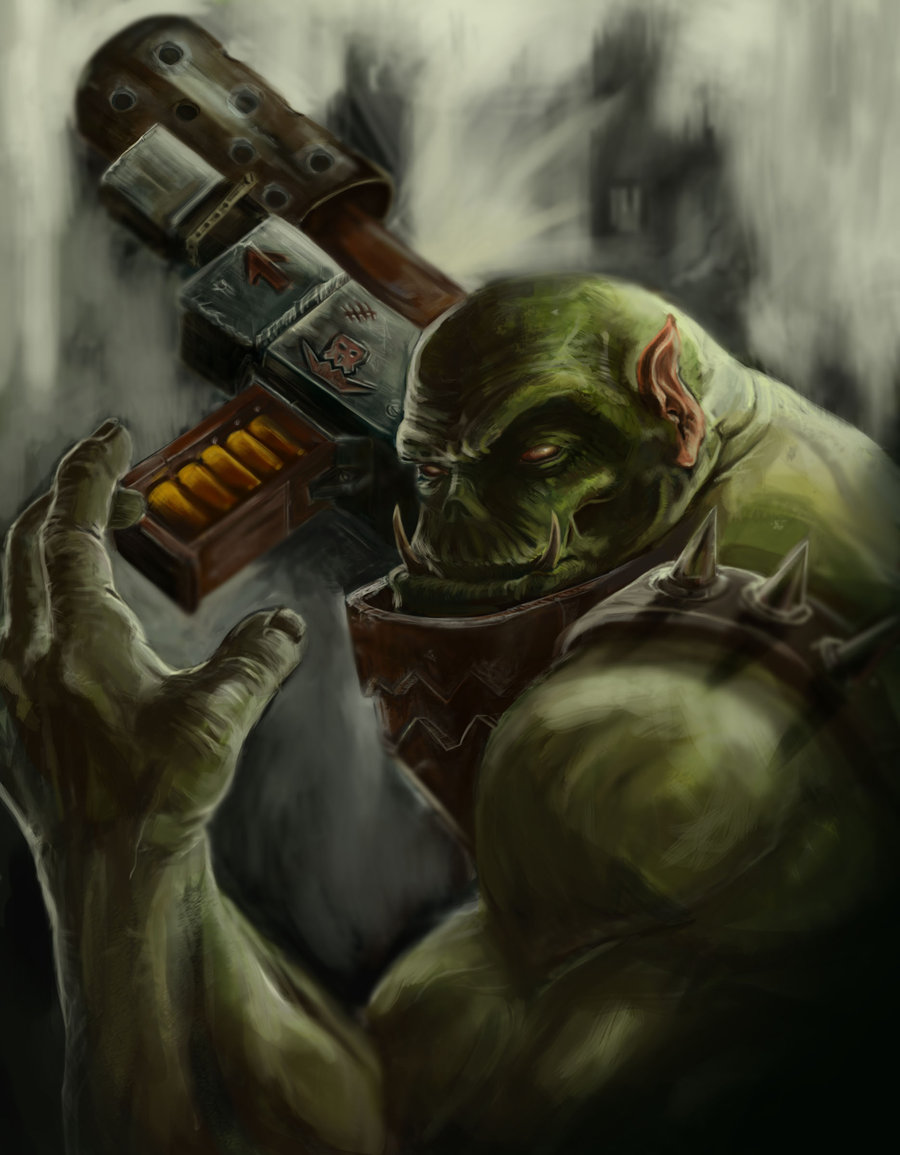
Орк

Горк и Морк

О́рки (англ. Orks) — общее название нескольких воинственных гуманоидных рас. В отличие от орков в других вымышленных вселенных, а также орков во вселенной Warhammer Fantasy, сотрудники Games Workshop придали оркам и их концепции из Warhammer 40 000 некоторое наукообразное описание. В частности, орки описаны как симбиотические организмы, сочетающие в себе как животные, почти идентичные человеческим гены, так и гены грибов или растений типа зелёных водорослей. Именно «растительная» сущность придаёт им зелёный цвет кожи. Анатомия и физиология орков относительно детально описаны, включая объединение кровеносной и пищеварительной систем, размножение спорами и проч. Следующим отличием орков W40k от орков из остальных вселенных является наличие у них высокоразвитой культуры и науки: высокие технологии, космические перелёты, псионика, транспортные средства и прочие особенности, налагаемые фантастическим жанром. Ещё одним различием является оригинальное написание: орки W40k имеют написание Ork, тогда как все остальные орки — Orc.
Гретчины (орки называют их «Гроты») гораздо меньше и физически слабее, менее агрессивны, и поэтому Орки используют их как своих рабов. От орков гретчины отличаются заметно большим уровнем интеллекта. Хотя гретчины часто считаются трусливыми, в столкновении могут проявить свой злобный характер, особенно когда собираются большой толпой. Мнение, что орки глупы, является ошибочным — остальные расы просто не способны понять их мотивацию.
Снотлинги — самые маленькие и ещё более трусливые создания. Обычно занимаются самой грязной работой и варят орочье пиво. Из-за того что физически слабее всех часто подвергаются унижению со стороны Гретчинов, которые в свою очередь унижаются Орками.
Сквиги — домашние и боевые животные орков. Имеют бесчисленное множество форм и размеров: от маленьких домашних любимцев до гигантских боевых на которых орки едут в бой. То же и с формой и количеством конечностей.
Все вышеперечисленные являются одним биологическим видом, и появляются из одних и тех же спор. Грибница сама решает, кого выращивать (орки растут из земли) в тот или иной момент времени. Из-за того что орки ближе к растениям и грибам, они не имеют половых различий. Все они относятся к «среднему полу», но большинство игроков всё же считает их по умолчанию мужчинами.
Орки являются неотъемлемой частью всех компьютерных игр по вселенной Warhammer 40,000. Особенную известность им принесли игры серии Warhammer 40,000: Dawn of War, в которых орки предстают как полноценная раса, доступная для игры. Отличительной особенностью является то, что почти все здания орков могут сами обороняться, автоматически открывая огонь по приблизившемуся противнику. В играх орки говорят на искажённом английском. В русской Warhammer 40,000: Dawn of War язык орков похож на падонкоффский сленг, однако в русской версии Warhammer 40,000: Space Marine орки говорят без акцента и ошибок. Любимый боевой клич орков — Waaagh!, звучащий как искажённое и сильно растянутое английское слово war (война).
Поклоняются богам-близнецам Горку и Морку. Горк и Морк (англ. Gork and Mork) противостоят силам Хаоса и богам других инородных рас. Горк и Морк никогда не бывают побеждены, но лишь пожимают плечами и смеются над другими богами. Различие между двумя богами в представлении орков весьма тонкое. Горк, «жестокий, но хитрый», атакует вас, когда вы смотрите прямо на него. Морк, «Хитрый, но жестокий», он нападёт на вас, когда вы не смотрите на него. Размытость различий между богами орков дополнительно подчёркивается тем, что сами орки не могут чётко распределить их функции, что выливается в жестокие распри среди орочьих племён. У культов Горка и Морка нет духовенства, кроме мира Fantasy, где у каждого племени обязательно присутствуют шаманы. По образу Горка и Морка орками создаются Гарганты — аналоги имперских титанов, боевые машины и одновременно культовые объекты. Машины эти ведут себя подобно богам орков — сокрушают всё вокруг, оставляя следы опустошения на всем пути, если сами до этого не взорвутся. В ранних версиях игровой вселенной у орков существовал и третий бог — Борк, однако впоследствии он был удалён из мира Warhammer 40000 и Warhammer Fantasy.

## Некроны

Обложка 3-го издания Кодекса Некронов

Некроны (англ. Necron) — раса роботоподобных существ, произошедших от древней гуманоидной расы некронтир (англ. Necrontyr).
Существовали задолго до появления эльдар и людей. Страдая и умирая на выжженной радиацией планете из-за освещавшей её звезды, некронтир всеми силами пытались облегчить своё существование и изменить свои тела с помощью науки, чтобы приспособиться к суровым условиям своей планеты, однако в конечном итоге поняли, что это невозможно.
Некроны боролись за власть в галактике за миллионы лет до событий Warhammer 40,000, но после победы над Древними они были сильно ослаблены, что привело их к решению впасть в стазис в своих гробницах на 60 000 000 лет. Однако в период 40 тысячелетия Некроны очнулись от своего сна, дабы начать новый поход против других рас. Поклонялись К’тан (англ. C’tan) — божествам и создателям некронов, которых нашли, пытаясь облегчить своё существование. Именно к’тан помогли некронтир закончить свои страдания, облекши их слабые тела в металл. К’тан появились вместе с составами отрядов и новыми юнитами в первом кодексе Некронов. В соответствии с новым кодексом, некроны не имеют религии. Некроны действуют небольшими отрядами по 25-100 единиц. Преимущество некронов — способность к регенерации, все некроны могут собраться после тяжелейших ран, в том числе и после плавки. Отдельной особенностью Некронов являются беспрецедентные способности к телепортации — уничтоженный некрон мгновенно переносится в свою гробницу, а понесшая крупные потери армия может быть телепортирована с поля боя целиком.
Некроны впервые появились в качестве юнитов для Warhammer 40,000 под названием Некронские рейдеры. Правила для них были опубликованы в 216 номере журнала White Dwarf. Только отряды Воины некронов и Скарабеи получили разработанные правила. В следующем месяце в этом журнале были добавлены новые отряды: лорд и уничтожители. Собственный кодекс фракция получила в августе 2002 года. Книга содержала информацию по её истории, сообщив о событиях нескольких миллионов лет. Также в ней имелся полный состав армии некронов, и правила для каждого отряда и юнита. Новый кодекс некроны получили в ноябре 2011 года. В новом кодексе изменили почти всех юнитов и добавили новых. История некронов также подверглась изменению: в новой версии К’тан были расколоты на множество кусков некронами, которые были и остались разумными существами.
В компьютерных играх впервые некроны появились в Warhammer 40,000: Dawn of War — Winter Assault, но только в финальной миссии одиночной кампании. В качестве играбельной расы некроны впервые (вместе с Тау) появляются в Warhammer 40,000: Dawn of War — Dark Crusade. Также фракция появилась в Warhammer 40,000: Dawn of War — Soulstorm, где Лорд некронов получил новую способность — воплощение Обманщика. В 2018 году раса появилась в играх Warhammer 40,000: Gladius – Relics of War и Warhammer 40,000: Mechanicus.

## Тау
Империя Тау (англ. Tau Empire) — молодая гуманоидная раса, обитающая в небольшом, но густонаселённом регионе Млечного Пути. Раса введена в сеттинг вселенной в 2001 году после принятия решения Games Workshop создании новой стороны во вселенной. Воины тау предпочитают дальний бой ближнему, и их оружие дальнего боя обладает превосходящей разрушительной силой. В рукопашном бою они слабы, даже несмотря на высокотехнологичные бронированные боевые костюмы. Империя Тау проповедает идеологию Высшего Блага, подразумевающую, что каждое живое существо равно другим и должно вносить вклад в процветание Высшего Блага и Империи Тау.
Империя Тау использует кастовую систему, где каждый является членом единого целого и выполняет свою работу во благо всего народа. В Империи Тау существует пять каст: Каста Огня (Шас) — воины, чья главная задача — защита других каст и уничтожение любого, кому хватит глупости противиться воле Империи Тау; Каста Земли (Фио) — ремесленники, строители и рабочие; Каста Воды (Пор) — чиновники, политики, пи-управленцы; Каста Воздуха (Кор) — пилоты и экипажи космолётов, перевозящих товары и воинов, куда нужно, в прошлом были посланниками; Каста эфирных (Аун) — лидеры народа.
В компьютерных играх впервые Тау появились в Warhammer 40,000: Fire Warrior, где главный герой игры, Огненный Воин Шас'Ла'Кайс (более известный как Кейс), сражается против Империума, спасая эфирного Ко'Ваша, а после противостоит силам Хаоса. Также эта раса появлялась в Warhammer 40,000: Dawn of War — Dark Crusade и Warhammer 40,000: Dawn of War — Soulstorm в качестве одной из играбельных рас.

## Тираниды

Обложка 5-й редакции Кодекса Тиранид

Тираниды (англ. Tyranids) — раса, нацеленная на постоянное поглощение биомассы для своего развития и размножения. В терминологии Империума заслужили своё название тем, что впервые встреча с ними состоялась в системе Тиран. Тираниды представляют собой единый живой организм. У них нет технологий и техники, все их устройства, включая космические корабли, являются живыми существами. Тираниды подчиняются огромному сверхразуму, коллективному сознанию Флота-улья. Впервые появились в Rogue Trader, первом сборнике правил Warhammer 40,000. Тогда они представляли собой сборную из нескольких инопланетных созданий. В 2019 году свой собственный кодекс получили Генокрады — законспирированные объединения инфицированных тиранидами людей, подготавливающие планеты к прибытию флота. В дальнейших изданиях Тираниды стали главной расой, ставшей популярной благодаря нескольким настольным играм (Space Hulk). Тираниды — быстрая, ориентированная на ближний бой армия, побеждающая своих противников огромной численностью.
Тираниды появлялись в 3 настольных играх серии Specialist Games, продюсируемой Games Workshop: Battlefleet: Gothic, Epic, и Inquisitor. В настольной игре Battlefleet: Gothic, посвящённой сражениям в космосе, они представлены четырьмя моделями, отображающими массивные корабли Флота-Улья. В игре Epic, где используются игровые миниатюры, эта раса представлена Титанами Тиранидов и стандартными войсками. В Inquisitor Тираниды представлены моделями Генокрадов и Гибридов.
Игра Warhammer 40,000: Rites of War впервые включила Тиранидов в состав игровых рас. Игра Warhammer 40,000: Dawn of War II снова включила Тиранидов в состав игровых рас, добавив их к Оркам, Эльдар и Космическим десантникам, игровыми героями для неё стали Альфа-ликтор, Альфа-пожиратель и Тиран Улья. В январе 2019 года раса появилась в игре Warhammer 40,000: Gladius – Relics of War с героями Тервигоном, Тиранидом-прайм, Тираном улья.

## Лиги Вотанна
«Кины» — космический аналог фэнтезийных гномов (дворфов) — имеют общее происхождение с людьми. Это потомки людей – колонистов и исследователей, которые когда-то заселили опасные, но богатые минералами миры близ центра Галактики. «Кины» ниже ростом, крепче и выносливее, чем люди, и менее подвержены воздействию Варпа. Большинство кинов — клоны, объединённые в роды, которые, в свою очередь, объединяются в Лиги. Кины, в отличие от людей Империума, сохранили технологии Эры Раздора и усовершенствовали их таким образом, который в Империуме считают еретическим.  Их культура выстроена вокруг Вотаннов — древних компьютеров с искусственным интеллектом; за тысячи лет отдельного развития под руководством Вотаннов и культура, и даже генетический код кинов стали отличаться от человеческих. Лиги включают в себя как клонированных «кинов» из плоти и крови, так и «железкинов» — роботов с искусственным интеллектом, вполне самостоятельных и равноправных членов общества кинов. Для Империума, где искусственный интеллект находится под запретом, это дополнительный повод для вражды с Лигами. Хотя Лиги Вотанна и Империум Человека недолюбливают друг друга, они могут и заключать союзы перед угрозой со стороны ксенорас и Хаоса.
«Космические гномы» были введены во вселенную Warhammer в самой первой редакции настольной игры под названием «скваты» (англ. Squat) как космические «байкеры», оформленные в духе байкерской культуры, с цепями и кожаными куртками. Самый первый набор фигурок из этой серии прямо назывался «Космические гномы». Этот первый вариант скватов разработчики второй редакции игры сочли слишком несерьёзным по сравнению с гордыми и благородными гномами из фэнтезийных игр, и «скваты» были убраны из настольной игры. В 2022 году Games Workshop вновь ввела их во вселенную уже как организованную цивилизацию — Лиги Вотанна